# Französische Badmintonmeisterschaft 1990
Die Französische Badmintonmeisterschaft 1990 fand in Nantes statt. Es war die 41. Austragung der nationalen Titelkämpfe im Badminton in Frankreich.

## Titelträger
| Disziplin    | Sieger                        |
| ------------ | ----------------------------- |
| Herreneinzel | Franck Panel                  |
| Dameneinzel  | Christelle Mol                |
| Herrendoppel | Franck Panel Stéphane Renault |
| Damendoppel  | Sandra Dimbour Christelle Mol |
| Mixed        | Pascal Jorssen Sandra Dimbour |